# بلک ویل برایدز
بلک ویل برایدز (انگلیسی: Black Veil Brides) که از آن به شکل کوته‌نوشت بی‌وی‌بی نیز یاد می‌شود، گروه موسیقی راک آمریکایی است که در هالیوود کالیفرنیا واقع شده است. این گروه در سال ۲۰۰۶ در سینسینتی، اوهایو به سرگروهی اندی بیرسک شکل گرفت.

## تاریخچه
این گروه در سال ۲۰۰۶ کارش را در کالیفرنیا آغاز کرد و تا امروز تغییرات زیادی در ترکیب خود داشته است. از بین اعضای گروه تنها اندی بیرسک از ترکیب آغازین باقی مانده است. این گروه تا امروز چهار آلبوم استودیویی داشته است که هر کدامشان نسبت به آلبوم پیش از خود موفقیت بیشتری در فروش داشته‌اند. نخستین آلبوم گروه به نام "we stitch these wounds " در ژوئیه ۲۰۱۰ در هفتهٔ نخست نزدیک به۱۰۰/۰۰۰ فروش داشت که در مجلهٔ بیلبورد در دستهٔ ۲۰۰ آهنگ برتر در رتبهٔ ۳۶ام قرار گرفت.
شهرت این گروه بیشتر به خاطر لباس‌ها و مدل موها و گریم‌های منحصر به فردشان است.
اسم این گروه برگرفته از یک مراسم کاتولیک رومی است که در آن زنان در کلیسا عهد می‌بندند که تا پایان زندگی از تمام لذتهای دنیا و ازدواج چشم‌پوشی کنند و خودرا وقف خداوند کنند و از این زمان به بعد آن‌ها black veil brides گفته می‌شود، و این گروه هم اعتقاد دارند که باید به خاطر موسیقی و گروهشان از هر چیز دیگری بگذرند و خود را وقف موسیقی و گروهشان کنند.
این گروه طرفداران خود را بیشتر از سایت‌های اجتماعی از جمله یوتیوب و تویتر جذب می‌کند. نخستین موزیک ویدئوی این گروه به نام "Knives & Pens" به معنی چاقوها و قلم‌ها، بیش از صد میلیون بازدید داشته که رکورد بسیاری از گروه‌ها را شکسته است. بی وی بی از همان آغاز نظر بسیاری از کمپانی‌های بزرگ را به خود جلب کرد و خیلی زود به یک از برند بزرگ تبلیغاتی در دنیای راک بدل شد. خواننده این گروه "اندی سیکس " که در حال حاضر مدل و ایمو است در سال ۲۰۱۳ پروژه‌ای به نام "اندی بلک" ساخت که سبک این آلبوم و تک‌آهنگ‌های آن تفاوت زیادی با سبک کنونی گروه بلک ویل برایدز دارد. دیگر اعضای گروه نیز نظیر "جیک پیتز" و "اشلی پردی" فعالیت‌های پراکنده‌ای با گروه‌های دیگر دارند که به گفتهٔ خودشان برای کسب تجربه و کمک بیشتر به بلک ویل برایدز است.

## سبک موسیقی و الهام گرفتن از دیگر گروه‌ها
اشعار گروه اغلب در مورد افرادی است که از جامعه طرد شده‌اند و به آن‌ها تلنگری برای برخاستن دوباره می‌زند و اینکه به راه خود ادامه دهند و در این راه ثابت قدم باشند؛ یا اشعاری در بارهٔ این که انسان تنها یک بار زندگی می‌کند و باید قدر فرصتهای به دست آمده را بداند و اجازه ندهد که کسی به او خوب و بد را تلقین کند و خود راه خود را انتخاب کند.
بلک ویل برایدز از گروه‌ها و موسیقی‌دانانی از جمله مریلین منسون، کیس، متالیکا، پنترا، اونجد سون‌فولد، ماتلی کرو، پویزن (گروه موسیقی), AFI, وسپ، راب زامبی، ال.ای. گانز، ایروسمیث، میسفیتس، Dead Boys, د دمند، اسلپ‌نات، Dropkick Murphys, دیوید بویی، کوئین، تویستد سیستر، دف لپارد، اسکید رو، سوشال دیستورشن، رایز اگنست، بیلی آیدل، آلیس کوپر و Hot Water Music الهام گرفته است.

## اعضای گروه
- اندی بیرسک - خواننده
- جیک پیتز - گیتار لید
- سی سی «کریستین کما» - درامر
- جینکس «جرمی مایل فرگسن» - گیتار ریتم
- لانی ایگلتون - گیتار بیس

## آلبوم‌های استودیویی
- We Stitch These Wounds‏ (۲۰۱۰)
- Set the World on Fire‏ (۲۰۱۱)
- Wretched and Divine: The Story of the Wild Ones‏ (۲۰۱۳)
- Black Veil Brides‏ (۲۰۱۴)
- Vale‏ (۲۰۱۸)
- The Phantom Tomorrow‏ (۲۰۲۱)

## آلبوم‌های غیررسمی و EP
- Sex & Hollywood: ۲۰۰۸
- Rebels: ۲۰۱۲

## جوایز
| سال  | منتخب                                             | جایزه                                                              | نتیجه | مقام |
| ---- | ------------------------------------------------- | ------------------------------------------------------------------ | ----- | ---- |
| ۲۰۰۷ | بلک ویل برایدز                                    | Bogart's Battle of the Bands                                       | برنده | دوم  |
| ۲۰۱۱ | بلک ویل برایدز                                    | MTV's Favorite Breakthrough Band of 2011                           | برنده | سوم  |
| ۲۰۱۱ | اندی بیرسک                                        | Revolver's 100 Greatest Living Rock Stars 2011                     | برنده |      |
| ۲۰۱۱ | Set The World On Fire                             | Revolver's 20 Best Albums of ۲۰۱۱                                  | برنده | پنجم |
| ۲۰۱۱ | بلک ویل برایدز                                    | Revolver's Golden God Awards: Best New Band 2011                   | برنده |      |
| ۲۰۱۱ | The Legacy                                        | Revolver's Song of the Year ۲۰۱۱                                   | برنده | دوم  |
| ۲۰۱۱ | بلک ویل برایدز برای آهنگ Fallen Angels            | WGRD’s 2011 Favorite Listener Band of The Year                     | برنده | دوم  |
| ۲۰۱۱ | بلک ویل برایدز                                    | Alternative Press: Band of the Year Award                          | برنده | اول  |
| ۲۰۱۱ | کریستین کما " سی سی "                             | Alternative Press: Drummer of the Year Award                       | برنده | اول  |
| ۲۰۱۲ | بلک ویل برایدز                                    | Revolver's Golden God Awards: Most Dedicated Fans 2012             | نامزد |      |
| ۲۰۱۲ | اندی بیرسک                                        | Revolver's Golden God Awards: Best Vocalist 2012                   | نامزد |      |
| ۲۰۱۲ | جیک پیتز و جینکس                                  | Revolver's Golden God Awards: Best Guitarists 2012                 | برنده |      |
| ۲۰۱۲ | بلک ویل برایدز برای آلبوم "Set The World On Fire" | Kerrang! Award for Best Album 201                                  | نامزد |      |
| ۲۰۱۲ | بلک ویل برایدز                                    | Kerrang! Award for Best Live Band 2012                             | نامزد |      |
| ۲۰۱۲ | اندی بیرسک                                        | جذاب‌ترین مرد، کرنگ                                                 | نامزد |      |
| ۲۰۱۲ | بلک ویل برایدز برای آهنگ "Rebel Love Song"        | Kerrang! Award for Best Single 2012                                | برنده |      |
| ۲۰۱۳ | بلک ویل برایدز برای آهنگ "In The End"             | Loudwire Cage Match: Black Veil Brides vs. Halestorm               | برنده |      |
| ۲۰۱۳ | بلک ویل برایدز برای آهنگ "In The End"             | Loudwire Cage Match: Black Veil Brides vs. HIM                     | برنده |      |
| ۲۰۱۳ | بلک ویل برایدز برای آهنگ "In The End"             | Loudwire Cage Match: Black Veil Brides vs. Coheed and Cambria      | برنده |      |
| ۲۰۱۳ | بلک ویل برایدز برای آهنگ "In The End"             | Loudwire Cage Match: Black Veil Brides vs. Asking Alexandria       | برنده |      |
| ۲۰۱۳ | بلک ویل برایدز برای آهنگ "In The End"             | Loudwire Cage Match: Black Veil Brides vs. Bullet for My Valentine | برنده |      |
| ۲۰۱۳ | بلک ویل برایدز برای آهنگ "In The End"             | Revolver's Golden Gods Awards: Song of the Year ۲۰۱۳               | برنده |      |
| ۲۰۱۳ | بلک ویل برایدز                                    | Revolver's Golden Gods Awards: Most Dedicated Fans 2013            | نامزد |      |
| ۲۰۱۳ | بلک ویل برایدز                                    | Relentless Kerrang! Awards 2013: Best live band                    | برنده |      |
| ۲۰۱۳ | بلک ویل برایدز                                    | Alternative Press 2013 Readers Poll: Best Live Band                | برنده | اول  |
| ۲۰۱۴ | بلک ویل برایدز                                    | Loudwire Most Dedicated Fans of 2013                               | برنده |      |